# Полиевкт из Сфетта
Полиевкт (др.-греч. Πολύευκτος) — афинский политик и оратор IV века до н. э.

## Биография
Полиевкт был родом из дема Сфетта. Как указано у Афинея, Полиевкт промотал отцовское наследство. По свидетельству Плутарха, отличался «необыкновенной тучностью». Согласно греческому писателю, Полиевкт, сам часто публично выступавший, считал Демосфена величайшим из ораторов, но самым искусным — Фокиона, «который в кратчайшие слова вкладывает больше всего смысла.»
Полиевкт был сторонником антимакедонской партии. В 343/342 годах до н. э. он вместе с Демосфеном, Гегесиппом и другими их сторонниками способствовал разжиганию вражды против македонского царя Филиппа II.
В 335 году до н. э., после падения Фив, Александр Македонский потребовал у афинян выдачи Полиевкта вместе с противниками Македонии. Согласно Арриану, Александр объявил прибывшему к нему посольству, что именно названные им люди являются виновниками постигшего город бедствия у Херонеи, пренебрежительного отношения к македонским царям и отпадения фиванцев. Но афиняне, убеждаемые, по Плутарху, Демосфеном не выдавать «своих сторожевых собак волкам», не решались пойти на такие условия, и Александр, благодаря заступничеству Демада, согласился на помилование названных им лиц. У Арриана же: «из уважения ли к городу, или потому, что он занят был походом в Азию и не хотел оставлять по себе у эллинов ничего, что заставляло бы держаться настороже» согласился смягчить свои требования и настоял только на изгнании Харидема.
В 324 году до н. э., опасаясь гнева Александра, вернувшегося из Индийского похода и сурово наказывавшего всех злоупотребляющих своими полномочиями, в Грецию бежал друг юности и казначей царя Гарпал. Вскоре ряду афинян были предъявлены обвинения в получении от Гарпала взяток. Возможно, по предположению В. Геккеля, в этом скандале оказался замешанным и Полиевкт, затем оправданный судом.
После смерти Александра Македонского в греческих полисах началось выступление против власти македонян. Согласно Псевдо-Плутарху, афиняне направили Полиевкта в качестве посла в Аркадию, чтобы привлечь их на сторону восставших. Однако он потерпел неудачу. Положение спас явившийся следом Демосфен, за что получил прощение и был возвращён из изгнания.